# Trojan Rare Groove Box Set
A Trojan Rare Groove Box Set egy három lemezes rocksteady és reggae válogatás. 1999-ben adta ki a Trojan Records kiadó.

## Számok

### CD 1
1. The Pioneers - Some Having A Brawl
2. The Crystalites - Slippery
3. Stranger Cole - Help Wanted
4. Rolando Alphonso - Lover Boy
5. Sir Harry & Ansel Collins - Bigger Boss
6. Carlton Alphonso - Belittle Me
7. Owen Gray - Reggae Dance
8. Roy Shirley - I Like Your Smile
9. Andy Capp - Poppy Show (Part 2)
10. Rolando Alphonso - Music House
11. Winston Williams - Sweet Like Candy
12. Chuck Jnr. - Do It Madly
13. Betty Sinclaire - Why Why Why
14. Dice The Boss - Teahouse From Emperor Rosko
15. Junior Soul - Jennifer
16. Jay Boys - Tilly
17. Corporation - Sweet Musille

### CD 2
1. Herman - Love Brother
2. The Jamaicans - Love Uprising
3. Winston Heywood - Never Fall In Love
4. The Jet Scene - Jet 747 (Version 4)
5. Ken Parker - Genuine Love
6. Ansel Collins - Nuclear Weapon
7. Herman - Uganda
8. Linkers - Bongo Man
9. Audley Rollens - Repatriation
10. Hugh Roy Junior - Repatriation Version
11. Bongo Herman & Les & Bunny - Chairman Of The Board
12. The Love Generation - Medicine Man
13. Horace Andy - Feel Good
14. King Smiley - Tipatone
15. Bongo Herman - African Breakfast
16. Keith Hudson - True True To My Heart

### CD 3
1. Earl Flute & Horace Andy - Peter And Judas
2. Jerry Lewis - Rhythm Pleasure
3. The Aggrovators - Doctor Seaton
4. I Roy - High Jacking
5. Simplicity People - The Murderer
6. K.C. White - Anywhere But Nowhere
7. Simplicity People - Nowhere
8. Augustus Pablo - Cowtown Skank Version 2
9. I Roy - Clappers Tail
10. The Eternals - Pity The Children
11. Delroy Wilson - Trying To Wreck My Life
12. Cornell Campbell - Girl Of My Dreams
13. Bongo Herman & Bingy Bunny - Ration
14. I Roy - Great Great Great
15. The Rupie Edwards All Stars - Great Great Great Version
16. Keith Hudson - Melody Maker
17. Big Youth - Can You Keep A Secret

## Külső hivatkozások
- https://web.archive.org/web/20080420131254/http://www.roots-archives.com/release/3747#rel4160
- http://www.savagejaw.co.uk/trojan/trbcd011.htm Archiválva 2007. december 11-i dátummal a Wayback Machine-ben